# Jazików

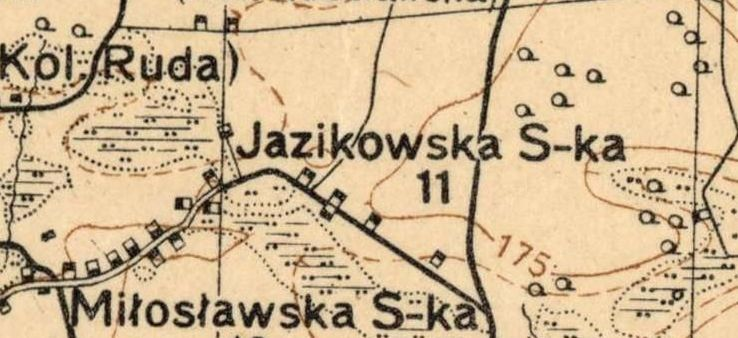
Jazików (Jazikowska Spółka) na mapie Wojskowego Instytutu Geograficznego z 1931 r.

Jazików – kolonia w Polsce położona w województwie lubelskim, w powiecie chełmskim, w gminie Ruda-Huta. Do 1954 r. w składzie gminy Świerże.
| SIMC    | Nazwa   | Rodzaj     |
| ------- | ------- | ---------- |
| 0106230 | Suczków | przysiółek |

W latach 1975–1998 miejscowość administracyjnie należała do województwa chełmskiego. 
Wieś stanowi sołectwo gminy Ruda-Huta. Według Narodowego Spisu Powszechnego (III 2011 r.) liczyła 81 mieszkańców i była dziewiętnastą co do wielkości miejscowością.
Miejscowość powstała pod kon. XIX lub na pocz. XX w. W 1935 r. we wsi otwarto szkołę powszechną, która istniała także krótko po 1944 r. Na terenie wsi znajduje się założony około 1930 r. cmentarz grzebalny należący do polskokatolickiej parafii w Rudzie Hucie. W 1943 r. wieś liczyła 137 mieszkańców, w 2000 – 54.
Wierni Kościoła rzymskokatolickiego należą do parafii św. Stanisława i Niepokalanego Serca Najświętszej Maryi Panny w Rudzie-Hucie.